# Чипева къща
Чипевата къща е къща в град Копривщица. Построена е за семейството на копривщенските печатари, словослагатели и издатели излезнали от Чипевия род. 
Чипевата къща има почти квадратна форма с асиметрична конструкция на два ката. Приземието представлява отвод, ограден от соба – в'къщи пруст и изба. Там има и двураменна стълба към втория етаж, разположена в източния ъгъл на отвода. Вторият етаж повтаря устройството на първия, но по задната страна, по цялата дължина на къщата има тесен, дълъг килер. Северните стени на къщата са дувар, измазан само отвън и със сух пълнеж отвътре. Другите стени са дървени.
В годините около 1956 г. къщата се е намирала в окаяно състояние и е била определена за събаряне. По това време обаче е взето решение в нея да бъде настанена Целодневната детска градина „Евлампия Векилова“. По представено устройствено разпределение, извършено от НИПК, са направеи сериозни промени на вътрешната архитектурна композиция, но фасадата на Чипевата къща е съхранена в своя оригинален вид. Тя е изпълнена без еркерни наддавания и има неголяма обшита стряха.
Къщата се намира на ул. „Никола Герджиков“ № 5, но не е музей и не е отворена за посещение.
В Копривщица има още една Чипева къща, известна и като Никола-Мандулова къща, Паметник на културата с местно, ансамблово значение.